# Fiodor Shutkov
Fiodor Shutkov (en ruso: Фёдор Шутков; 15 de febrero de 1924-18 de diciembre de 2001) fue un deportista soviético que compitió en vela en la clase Star.
Participó en cinco Juegos Olímpicos de Verano entre los años 1952 y 1968, obteniendo una medalla de oro en Roma 1960 en la clase Star. Ganó tres medallas en el Campeonato Europeo de Star entre los años 1961 y 1966.

## Palmarés internacional
| Juegos Olímpicos   | Juegos Olímpicos | Juegos Olímpicos  | Juegos Olímpicos |
| Año                | Lugar            | Medalla           | Clase            |
| ------------------ | ---------------- | ----------------- | ---------------- |
| 1960               | Roma (Italia)    | Medalla de oro    | Star             |
| Campeonato Europeo |                  |                   |                  |
| Año                | Lugar            | Medalla           | Clase            |
| 1961               | Kiel (RFA)       | Medalla de bronce | Star             |
| 1964               | ND               | Medalla de oro    | Star             |
| 1966               | Varberg (Suecia) | Medalla de plata  | Star             |